# NBA 1949/50
NBA 1949/50 was het eerste seizoen waarin de basketbalcompetitie van de National Basketball Association (NBA) onder deze naam plaatsvond. Doorgaans wordt dit seizoen gerekend als het vierde. Dit als erkenning voor de seizoenen 1946/47, 1947/48 en 1948/49 van de Basketball Association of America (BAA), de organisatie die fuseerde met de National Basketball League (NBL) om zo de NBA te vormen. Het reguliere seizoen werd gespeeld van 29 oktober 1949 tot 19 maart 1950. De play-offs begonnen een dag later en duurden tot 6 april 1950. De Minneapolis Lakers werden de eerste kampioen van de nieuwe competitie.

## Vooraf aan het seizoen
Na de fusie van de drie jaar oude Basketball Association of America en de twaalf jaar oude National Basketball League werd de naam van de nieuwe competitie de National Basketball Association. Het seizoen begon met zeventien ploegen, waarvan tien afkomstig uit de BAA en zes uit de NBL. Daarnaast kwam Indianapolis Olympians er als nieuw team bij. Indianapolis Jets en Providence Steamrollers stopten vooraf aan het seizoen. De ploegen werden opgedeeld in drie divisies, waarvan twee met zes teams en een met vijf. Voor Chicago Stags en St. Louis Bombers was NBA 1949/50 het enige seizoen in de NBA. Zij werden na afloop van het debuutjaar van de competitie opgeheven.

## Coachwissels
| Club                | 1948/49         | 1949/50           |
| ------------------- | --------------- | ----------------- |
| Fort Wayne Pistons  | Curly Armstrong | Murray Mendenhall |
| Washington Capitols | Red Auerbach    | Bob Feerick       |

## Reguliere seizoen

### Eastern Division
| Club                  | W  | V  | WP   | Thuis | Uit   | N   | Div.  |
| --------------------- | -- | -- | ---- | ----- | ----- | --- | ----- |
| Syracuse Nationals    | 51 | 13 | 79,7 | 31–1  | 15–12 | 5–0 | 9–1   |
| New York Knicks       | 40 | 28 | 58,8 | 19–10 | 18–16 | 3–2 | 20–6  |
| Washington Capitols   | 32 | 36 | 47,1 | 21–13 | 10–20 | 1–3 | 13–13 |
| Philadelphia Warriors | 26 | 42 | 38,2 | 15–15 | 8–23  | 3–4 | 9–17  |
| Baltimore Bullets     | 25 | 43 | 36,8 | 16–15 | 8–25  | 1–3 | 8–18  |
| Boston Celtics        | 22 | 46 | 32,4 | 12–14 | 5–28  | 5–4 | 11–15 |

### Central Division
| Club               | W  | V  | WP   | Thuis | Uit   | N   | Div.  |
| ------------------ | -- | -- | ---- | ----- | ----- | --- | ----- |
| Minneapolis Lakers | 51 | 17 | 75,0 | 30–1  | 18–16 | 3–0 | 16–8  |
| Rochester Royals   | 51 | 17 | 75,0 | 33–1  | 17–16 | 1–0 | 15–9  |
| Fort Wayne Pistons | 40 | 28 | 58,8 | 28–6  | 12–22 | –   | 14–10 |
| Chicago Stags      | 40 | 28 | 58,8 | 18–6  | 14–21 | 8–1 | 11–13 |
| St. Louis Bombers  | 26 | 42 | 38,2 | 17–14 | 7–26  | 2–2 | 4–20  |

- Om de eerste en derde plaats te bepalen, speelden zowel de Lakers en de Royals als de Pistons en de Stags een extra onderlinge wedstrijd. De Lakers en Pistons wonnen deze wedstrijd.

### Western Division
| Club                   | W  | V  | WP   | Thuis | Uit   | N    | Div.  |
| ---------------------- | -- | -- | ---- | ----- | ----- | ---- | ----- |
| Indianapolis Olympians | 39 | 25 | 60,9 | 24–7  | 12–16 | 3–2  | 26–9  |
| Anderson Packers       | 37 | 27 | 57,8 | 22–9  | 12–18 | 3–0  | 25–12 |
| Tri-Cities Blackhawks  | 29 | 35 | 45,3 | 20–13 | 6–20  | 3–2  | 20–17 |
| Sheboygan Red Skins    | 22 | 40 | 35,5 | 17–14 | 5–22  | 0–4  | 15–20 |
| Waterloo Hawks         | 19 | 43 | 30,6 | 16–15 | 2–22  | 1–6  | 13–22 |
| Denver Nuggets         | 11 | 51 | 17,7 | 9–16  | 1–25  | 1–10 | 8–27  |

## Play-offs
|  | Division halvefinale | Division halvefinale    | Division halvefinale |  |  | Division finale | Division finale         | Division finale    |   |   | NBA halvefinale    | NBA halvefinale    | NBA halvefinale |  |  | NBA finale | NBA finale | NBA finale |
|  |                      |                         |                      |  |  |                 |                         |                    |   |   |                    |                    |                 |  |  |            |            |            |
|  | E1                   | Syracuse Nationals*     | 2                    |  |  |                 |                         |                    |   |   |                    |                    |                 |  |  |            |            |            |
|  | E4                   | Philadelphia Warriors   | 0                    |  |  | E1              | Syracuse Nationals*     | 2                  |   |   |                    |                    |                 |  |  |            |            |            |
|  | E3                   | Washington Capitols     | 0                    |  |  | E2              | New York Knicks         | 1                  |   |   |                    |                    |                 |  |  |            |            |            |
|  | E2                   | New York Knicks         | 2                    |  |  |                 |                         |                    |   |   |                    |                    |                 |  |  |            |            |            |
|  |                      |                         |                      |  |  |                 |                         |                    |   |   |                    |                    |                 |  |  |            |            |            |
|  |                      |                         |                      |  |  |                 |                         |                    |   |   |                    |                    |                 |  |  |            |            |            |
|  |                      |                         |                      |  |  |                 |                         |                    |   |   |                    |                    |                 |  |  |            |            |            |
|  |                      |                         |                      |  |  |                 |                         |                    |   |   | 1                  | Syracuse Nationals | 2               |  |  |            |            |            |
|  | C1                   | Minneapolis Lakers*     | 2                    |  |  |                 | 2                       | Minneapolis Lakers | 4 |   |                    |                    |                 |  |  |            |            |            |
|  | C4                   | Chicago Stags           | 0                    |  |  | C1              | Minneapolis Lakers*     | 2                  |   |   |                    |                    |                 |  |  |            |            |            |
|  | C3                   | Fort Wayne Pistons      | 2                    |  |  | C3              | Fort Wayne Pistons      | 0                  |   |   |                    |                    |                 |  |  |            |            |            |
|  | C2                   | Rochester Royals        | 0                    |  |  |                 |                         |                    |   | 2 | Minneapolis Lakers | 2                  |                 |  |  |            |            |            |
|  | W1                   | Indianapolis Olympians* | 2                    |  |  |                 | 3                       | Anderson Packers   | 0 |   |                    |                    |                 |  |  |            |            |            |
|  | W4                   | Sheboygan Red Skins     | 1                    |  |  | W1              | Indianapolis Olympians* | 1                  |   |   |                    |                    |                 |  |  |            |            |            |
|  | W3                   | Tri-Cities Blackhawks   | 1                    |  |  | W2              | Anderson Packers        | 2                  |   |   |                    |                    |                 |  |  |            |            |            |
|  | W2                   | Anderson Packers        | 2                    |  |  |                 |                         |                    |   |   |                    |                    |                 |  |  |            |            |            |

## Beste statistieken
| Categorie                             | Speler        | Club                   | Stat |
| ------------------------------------- | ------------- | ---------------------- | ---- |
| Meeste punten                         | George Mikan  | Minneapolis Lakers     | 1865 |
| Meeste assists                        | Dick McGuire  | New York Knicks        | 356  |
| Hoogste percentage veldscores (FG%)   | Alex Groza    | Indianapolis Olympians | 47,8 |
| Hoogste percentage vrije worpen (FT%) | Max Zaslofsky | Chicago Stags          | 84,3 |

## NBA Awards
- NBA Rookie of the Year:
 Alex Groza (Indianapolis Olympians)

### All-NBA Teams
- All-NBA First Team:
  - Max Zaslofsky, Chicago Stags
  - Bob Davies, Rochester Royals
  - Alex Groza, Indianapolis Olympians
  - George Mikan, Minneapolis Lakers
  - Jim Pollard, Minneapolis Lakers

- All-NBA Second Team:
  - Ralph Beard, Indianapolis Olympians
  - Frank Brian, Anderson Packers
  - Al Cervi, Syracuse Nationals
  - Fred Schaus, Fort Wayne Pistons
  - Dolph Schayes, Syracuse Nationals

1950 · 1951 · 1952 · 1953 · 1954 · 1955 · 1956 · 1957 · 1958 · 1959 · 
1960 · 1961 · 1962 · 1963 · 1964 · 1965 · 1966 · 1967 · 1968 · 1969 · 
1970 · 1971 · 1972 · 1973 · 1974 · 1975 · 1976 · 1977 · 1978 · 1979 · 
1980 · 1981 · 1982 · 1983 · 1984 · 1985 · 1986 · 1987 · 1988 · 1989 · 
1990 · 1991 · 1992 · 1993 · 1994 · 1995 · 1996 · 1997 · 1998 · 1999 · 
2000 · 2001 · 2002 · 2003 · 2004 · 2005 · 2006 · 2007 · 2008 · 2009 · 
2010 · 2011 · 2012 · 2013 · 2014 · 2015 · 2016 · 2017 · 2018 · 2019 · 
2020 · 2021 · 2022 · 2023 · 2024